# Love or Whatever
Love or Whatever je americký hraný film z roku 2012, který režíroval Rosser Goodman. Snímek měl světovou premiéru na Gay and Lesbian Film Festival v Barceloně dne 23. října 2012.

## Děj
Corey žije s Jonem a má pro něj překvapení. Chtěl by ho požádat o ruku. Jon však odmítne a nastalé hádce se odstěhuje. Corey, který má psychologickou praxi, následně zjistí, že Jon žije s jednou jeho pacientkou. Coreyho sestra Kelsey ho přesvědčí, aby na Jona zapomněl a seznámil se s někým jiným. Corey potká Peta, který pracuje v místní pizzerii, ovšem jejich slibně se vyvíjející vztah se zvrtne, když se Jon chce vrátit ke Coreymu.

## Obsazení
| Tyler Poelle       | Corey      |
| Joel Rush          | Pete       |
| Jennifer Elise Cox | Kelsey     |
| David Wilson Page  | Jon        |
| Jenica Bergere     | Melissa    |
| Kate Flannery      | Rosemary   |
| Fay DeWitt         | Millie     |
| Michael Carbonaro  | Kyle       |
| Julie Goldman      | Hazel Blue |
| Justin Ross        | Gene       |
| Edmund Entin       | Sean       |
| Gary Entin         | Marcus     |